# Pierścienica ziołomirka
Pierścienica ziołomirka (Holcostethus sphacelatus) – gatunek pluskwiaka z podrzędu różnoskrzydłych i rodziny tarczówkowatych. Zamieszkuje zachodnią i środkową część Palearktyki.

## Taksonomia
Gatunek ten opisany został po raz pierwszy w 1794 roku przez Johana Christiana Fabriciusa pod nazwą Cimex sphacelatus. Jako miejsce typowe wskazano Niemcy. W 1860 roku Franz Xaver Fieber umieścił go w rodzaju Holcostethus, a w 1909 roku George Willis Kirkaldy wyznaczył go gatunkiem typowym tegoż rodzaju.

## Morfologia
Pluskwiak o owalnym w zarysie ciele długości od 8 do 10 mm. Wierzch ciała ma ubarwienie szarobrązowe, żółtobrązowe lub oliwkowobrązowe i jest gęsto pokryty dużymi, czarnymi punktami. Spód ciała jest jasny z dość gęstym, czarnym punktowaniem, na odwłoku tworzącym podłużne pasma.
Głowa jest płaska, trapezowata, pozbawiona ostrego zwężenia za dużymi oczami, zaopatrzona w wolny nadustek o długości równej lub niewiele mniejszej niż długość policzków, które to mają szeroko zaokrąglone wierzchołki. Pięcioczłonowe czułki mają człon drugi przyciemniony, a człony od trzeciego do piątego jasne u podstawy i z wyraźną czarną obrączką w części dalszej. Drugi człon czułków jest tak długi lub nieco dłuższy niż trzeci.
Przedplecze ma krawędzie boczne w przednich ⅔ proste, pogrubione, odgięte ku górze, białożółte do żółtych, niepunktowane. Tarczka jest mniej więcej tak szeroka jak długa, przy nasadowej krawędzi z paskiem pozbawionym punktowania, a u wierzchołka z zaokrągloną, jasną, pozbawioną punktowania plamą. Półpokrywy mają dłuższe od tarczki przykrywki i brązowe zakrywki. Odnóża są gęsto owłosione i drobno, czarno punktowane.
Odwłok ma listewkę brzeżną białożółtą do żółtobrązowej z czarnymi plamami przy przednich i tylnych brzegach poszczególnych segmentów. Samiec ma mały pygofor z szeroko zaokrąglonymi kątami wierzchołkowymi i płytko wykrojoną krawędzią wierzchołkową. Jego edeagus ma zesklerotyzowane wierzchołki pojedynczej pary wyrostków koniunktywy. Paramera jest spłaszczona i kształt litery „Γ”. Hipofyza paramery jest silnie zwężona w części środkowej i zaopatrzona w ząbek położony w oddaleniu od nasady. Genitalia samicy mają spermatekę o małym, kulistym zbiorniku z dość długimi wyrostkami zaopatrzonymi w przydatki. Dziewiąty segment odwłoka samicy ma laterotergit z rozszerzonym, niemal prostokątnym wierzchołkiem.

## Ekologia i występowanie
Owad ten zasiedla murawy kserotermiczne, zarośla, pobrzeża lasów i polany oraz zbiorowiska ziołorośli. Zarówno larwy jak i postacie dorosłe są fitofagami ssącymi soki roślin. Wśród ich roślin żywicielskich wymienia się dziewanny, lawendę szypułkową i wrotycz pospolity. Osobniki aktywne spotyka się od marca do października. Postacie dorosłe nowego pokolenia pojawiają się od połowy lipca i stanowią stadium zimujące.
Gatunek palearktyczny. W Europie znany jest z Portugalii, Hiszpanii, Francji, Belgii, Holandii, Luksemburga, Niemiec, Szwajcarii, Liechtensteinu, Austrii, Włoch, Polski, Czech, Słowacji, Węgier, Ukrainy, Mołdawii, Rumunii, Bułgarii, Słowenii, Chorwacji, Bośni i Hercegowiny, Czarnogóry, Serbii, Albanii, Macedonii Północnej, Grecji oraz europejskich części Rosji i Turcji. W Afryce Północnej podawany jest z Maroka i Algierii. W Azji notowany jest z anatolijskiej części Turcji i Iranu.
W Polsce jest gatunkiem spotykanym rzadko i głównie w południowej części kraju.  Na „Czerwonej liście gatunków zagrożonych Republiki Czeskiej” umieszczony jest jako gatunek zagrożony wymarciem (EN).